# Costasavina
Costasavina is een plaats (frazione) in de Italiaanse gemeente Pergine Valsugana.